# 청궁구

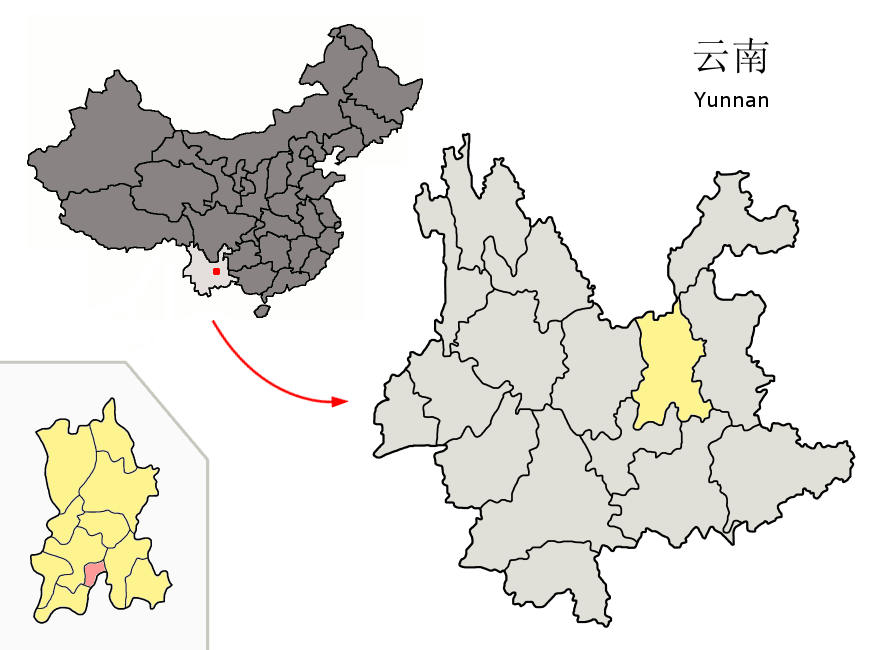
청궁 구의 위치

청궁구(한국어: 정공구, 중국어: 呈贡区, 병음: Chénggòng Qū)은 중화인민공화국 윈난성 쿤밍 시의 시할구이다. 윈난 성에서 가장 큰 화훼 시장이 청궁에 있다. 넓이는 541km2이고, 인구는 2007년 기준으로 170,000명이다.

## 행정 구역
3개 진, 4개 향을 관할한다.
- 진: 龙城镇, 斗南镇, 和洛羊镇.
- 향: 大渔乡, 马金铺乡, 七甸乡, 和吴家营乡.